# Felix Nussbaum
Felix Nussbaum (Osnabrück, 11 dicembre 1904 – Auschwitz, 9 agosto 1944) è stato un pittore tedesco di origine ebraica, vittima dell'Olocausto.

## Biografia

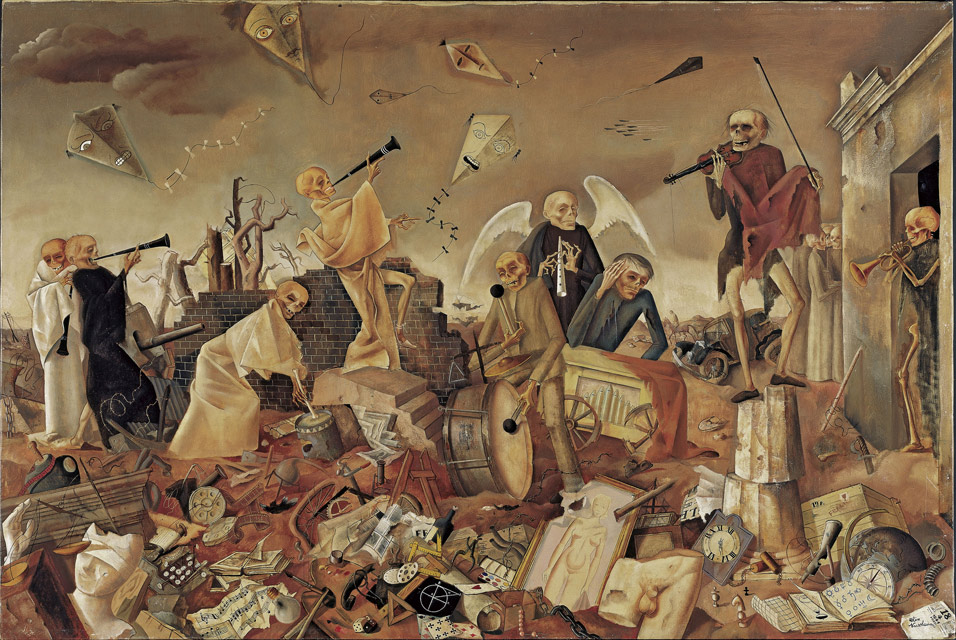
Trionfo della Morte, 1941 circa

Felix Nussbaum nacque nel 1904 da una famiglia borghese di origine ebraica. Durante il suo percorso di studi artistici incontrò la pittrice polacca Felka Platek, anch'essa proveniente da una famiglia ebraica, con la quale si sposò nel 1937. Nel 1933, con l'avvento del nazismo, Nussbaum fuggì prima in Italia e poi in Belgio, inizialmente ad Ostenda e in seguito a Bruxelles. Non essendo stato in grado di ottenere la cittadinanza belga, venne arrestato all'inizio del secondo conflitto mondiale in quanto cittadino tedesco, subendo la deportazione presso il campo di Saint-Cyprien, nel sud della Francia. Dopo la resa, Nussbaum e la moglie fuggirono nuovamente a Bruxelles, riuscendo così ad evitare la consegna alle autorità tedesche. Rimasti nascosti nella capitale belga per quasi quattro anni, i due coniugi furono arrestati il 20 giugno 1944 in seguito alla denuncia da parte di un vicino di casa. Deportati il 31 luglio ad Auschwitz, Nussbaum e la Platek vennero uccisi nelle camere a gas il 2 agosto dello stesso anno.

## Opere
A lungo dimenticato, la sua pittura fu riscoperta solo nel corso degli anni settanta.
È autore di numerose opere allegoriche (ad esempio Il trionfo della morte, del 1944) o rappresentanti la condizione ebraica sotto l'occupazione nazista (in particolare Autoritratto con passaporto ebraico, del 1943).
Nel 1998 a Osnabrück è stata inaugurata la Felix Nussbaum Haus, museo ospitante circa 160 dipinti dell'artista.